# Rozprza (Łódź)
Rozprza is een dorp in het Poolse woiwodschap Łódź, in het district Piotrkowski. De plaats maakt deel uit van de gemeente Rozprza en telt 1400 inwoners.

## Verkeer en vervoer
- Station Rozprza